# Regla d'Allen

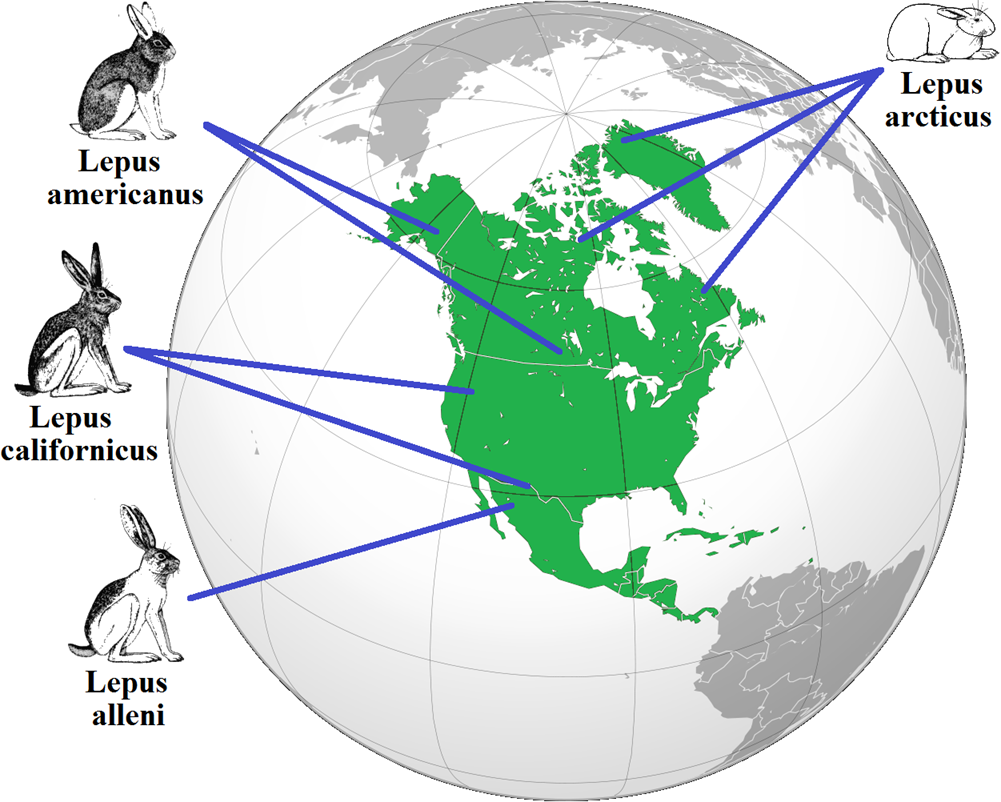
La regla d'Allen: la llebre i les seves orelles a la Terra

La regla d'Allen és una regla ecogeogràfica formulada per Joel Asaph Allen l'any 1877 que afirma que els animals adaptats a climes freds tenen extremitats i porcions que surten del cos més gruixudes que els animals adaptats a climes càlids. Més específicament, la relació àrea-volum dels animals homeoterms varia amb la temperatura mitjana de l'hàbitat al qual estan adaptats (és a dir, la relació és baixa en climes freds i alta en climes càlids)

## Explicació

Tres prismes rectangulars, cadascun d'ells compost per 8 cubs unitaris. Un cub compost amb un costat de 2 té un volum de 8 unitats^{3}, però una àrea de superfície de només 24 unitats². Un prisma rectangular de dos cubs d'amplada, un cub de llargada i quatre cubs d'alçada té el mateix volum, però una àrea de superfície de 28 unitats². Apilant-los en una sola columna s'obtenen 34 unitats².

La regla d'Allen prediu que els animals endoterms amb el mateix volum corporal haurien de tenir diferents àrees de superfície que impediran o afavoriran la dissipació de calor.
Com que els animals que viuen en climes freds necessiten conservar la màxima calor possible, la regla d'Allen prediu que haurien evolucionat cap a una relació àrea-volum comparativament baixa per minimitzar l'àrea de superfície a través de la qual dissipen calor, fet que els permet retenir més calor. En animals que viuen en climes càlids, la regla d'Allen prediu l'oposat: que haurien de tenir relacions àrea-volum comparativament altes, ja que això maximitza l'àrea de superfície a través de la qual dissipen calor. Si tinguessin una relació àrea-volum més baixa, se sobreescalfarien ràpidament.

Gràfics de l'àrea de superfície (A) en funció del volum (V), dels sòlids platònics i una esfera, il·lustrant que les formes més arrodonides amb el mateix volum tenen menys àrea de superfície.

## En animals
Tot i haver-hi nombroses excepcions, moltes poblacions animals semblen complir les prediccions de la regla d'Allen. Per exemple, l'os polar té les extremitats curtes i robustes i les orelles petites. L'any 2007, R.L. Nudds i S.A. Oswald van estudiar la llargada exposada de les cames d'ocells marins i trobaren que aquestes llargades estaven correlacionades negativament amb la diferència de temperatura entre el cos i l'ambient. J.S. Alho i el seu equip van exposar que la llargada de la tíbia i el fèmur és major en poblacions de granota roja indígenes de latituds mitjanes, fet consistent amb les prediccions de la regla d'Allen pels organismes ectoterms. Poblacions de la mateixa espècie però de latituds diferents també podria seguir aquesta regla.
L'any 2007, R.l. Nudds i S.A. Oswald van argumentar que hi ha molt poca evidència empírica per a donar suport a la regla d'Allen, tot i ser un "dogma ecològic establert". Van dir que l'evidència per a la regla d'Allen principalment es basa en estudis d'espècies úniques, ja que els estudis amb múltiples espècies es "confonen" amb els efectes de la regla de Bergmann i amb adaptacions alternatives que contraresten les prediccions de la regla d'Allen.
El 2011, J.s. Alho i el seu equip van argumentar que, tot i que la regla d'Allen va ser formulada originalment pels endoterms, també pot ser aplicada a ectoterms. Segons el seu punt de vista, els ectoterms amb menor relació àrea de superfície-volum s'escalfen i es refreden més lentament. Aquesta resistència al canvi de temperatura podria ser adaptable en "ambients tèrmicament heterogenis". Alho va dir que hi ha hagut un interès renovat en la regla d'Allen degut al canvi climàtic i els "canvis microevolutius" que es prediuen amb la regla.

## En humans

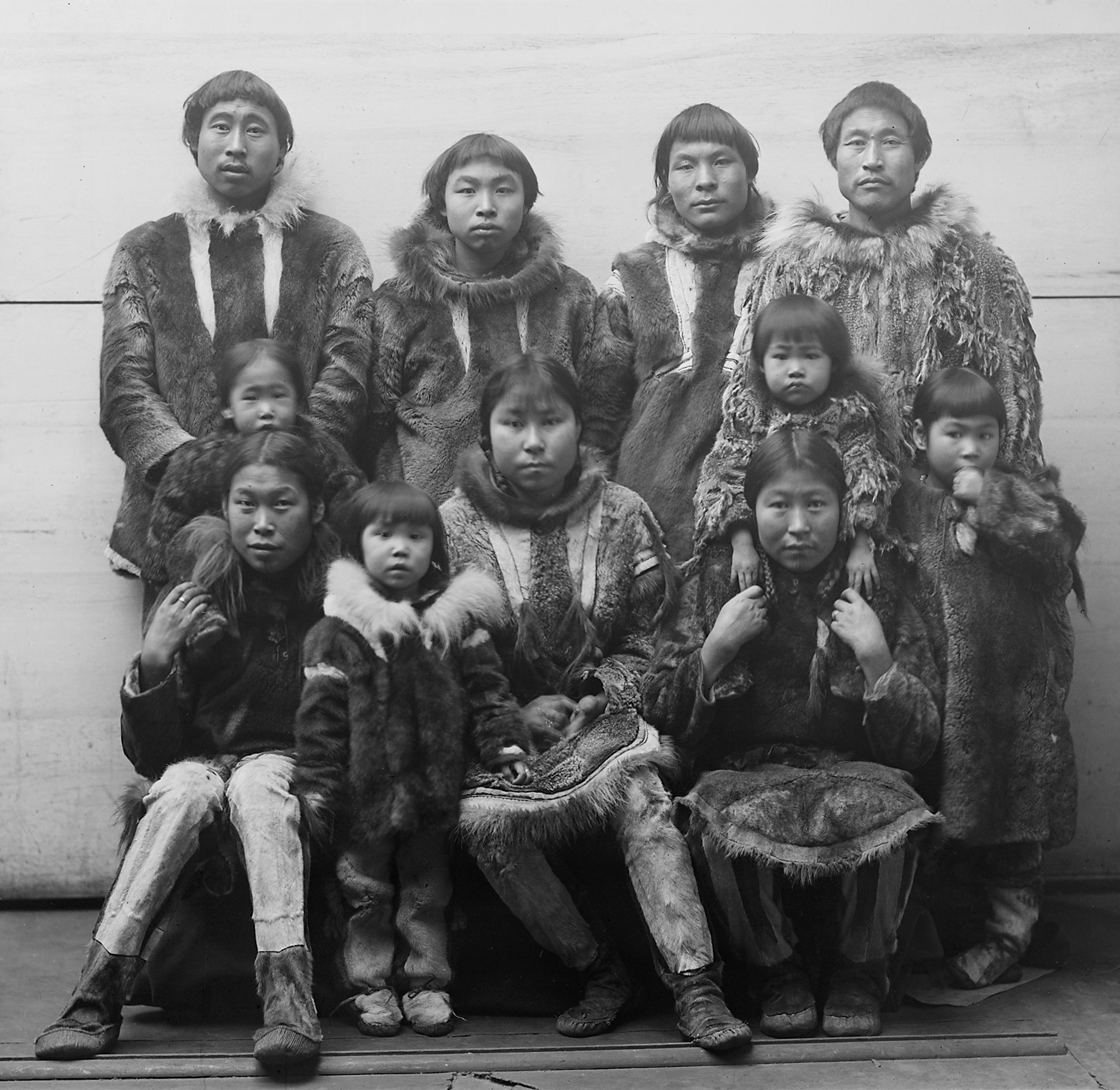
Grup d'esquimals fotografiat per William Dinwiddie (1894)

S'han observat diferències destacables en la llargada de les extremitats quan diferents porcions d'un població humana donada han residit a diferents altituds. Els ambients de més altes altituds generalment tenen temperatures ambientals més baixes. Al Perú, els individus que vivien a elevacions més altes tendien a tenir extremitats més curtes, i en canvi aquells de la mateixa població que vivien en zones més baixes i costaneres tenien, en general, extremitats més llargues i troncs més grans.
Similarment, Katzmarzyk i Leonard van observar que les poblacions humanes semblen seguir les prediccions de la regla d'Allen. Hi ha una associació negativa entre l'índex de massa corporal i la temperatura mitjana anual en poblacions indígenes humanes, és a dir que els humans que provenen de regions més fredes són de complexió més grossa per la seva alçada, i els humans que venen de regions més càlides tenen una complexió més lleugera per la seva alçada. L'alçada relativa de les cames també segueix aquest patró: els humans provinents de regions fredes tenen les cames més curtes que els que provenen de regions càlides (en proporció a la seva alçada).
El 1968, A.T. Steegman va investigar la hipòtesi que la regla d'Allen determinava la configuració estructural de la fisionomia llavors anomenada "àrtica mongoloide". Va fer un experiment relacionat amb la supervivència de les rates al fred: va dir que les rates amb conductes nasals estrets, rostres més amples i cames i cues més curtes sobrevivien millor en fred. Steegman va dir que aquests resultats experimentals tenien semblances amb els àrtics mongoloides, particularment els Esquimals i els Aleutians, perquè aquests pobles tenen propietats morfològiques semblants que concorden amb la regla d'Allen: conductes nasals estrets; crani, mandíbules i cossos relativament grans; i extremitats curtes.